# Molpír
Molpír je 354 metrů vysoký vrch v Malých Karpatech nad obcí Smolenice. Na vrchu se nachází pravěké a slovanské hradiště.

## Hradiště
Na vrchu Molpír se přibližně v šestém století př. n. l. (ve starší době železné) na rozloze 12–14 hektarů rozprostíralo velké hradiště. Skládalo se ze tří částí chráněných valy. Impozantní opevnění bylo postaveno z volně kladených kamenů, zpevněných násypy a dřevěnými konstrukcemi. Našly se zde základy věží, bran a okrouhlá bašta. Z vnitřní strany nejvyššího opevnění byla přistavěna řada obytných dřevěných srubů. Na nejlépe chráněném horním nádvoří, akropoli, byly také řady teras s obydlími. Nacházelo se zde i kultovní místo, které bylo vytesáno do skály (202 × 6 m). V něm byla tři obětiště (ohniště), u nich byla nalezena lebka a kosti asi dvouletého dítěte, rozbité měsíčkovité a geometrické idoly. Dokladem kultu je i lidská lebka v základech jednoho domu. Byly zjištěny stopy po vyspělé řemeslné výrobě a zpracování železa a bronzu.
Ekonomika osady byla založena na řemeslné výrobě, kromě železářství (nástroje, zbraně, nože) a odlévání bronzu (kelímky), na výrobě kamenných žernovů, ale zdá se, že nejdůležitější byla výroba nití a tkanin, na čemž se zakládal obchod obyvatel hradiště. Kontakt s vyspělým jihovýchodoalpským světem dokládají loďkovité spony, jehlice, jantarové a skleněné perly i napodobeniny bronzových nádob v keramice. V době rozkvětu zde žilo asi osm set lidí. Hradiště na styku kalenderberské a lužické kultury bylo zničeno někdy začátkem 6. století př. n. l.
Zánik hradiště souvisí s množstvím kovových střel z vnitřní i vnější strany valů, nicméně jedinou obětí vojenského konfliktu, kterou doložil archeologický výzkum, byl obránce zabitý ve třetí bráně. Útočníci používali tytéž střely jako obránci. Zánik tedy nepřinesli útočníci z východu, ale pravděpodobně vzájemné konflikty domácích skupin, související pravděpodobně se vznikající kulturou kočovníků v Karpatské kotlině, označované jako kultura Vekerzug. Ohlasy jejího vzniku jsou i první předměty zdobené odlišným stylem, které se nacházejí v nejmladších vrstvách hradiště.